# Psyllobora conspurcata
Psyllobora conspurcata är en skalbaggsart som beskrevs av Karl Henrik Boheman 1859. Psyllobora conspurcata ingår i släktet Psyllobora och familjen nyckelpigor. Inga underarter finns listade i Catalogue of Life.